# 赤堀順一郎
赤堀 順一郎（あかほり じゅんいちろう、1982年10月3日-）は、日本の弁護士。大阪弁護士会所属。

## 略歴
- 2001年3月 兵庫県立兵庫高等学校卒業
- 2008年3月 同志社大学法学部卒業
- 2011年3月 東京大学法学政治学研究科法曹養成専攻修了[2]
- 2011年9月 新司法試験合格
- 2012年12月 弁護士登録（司法修習新65期）

## 受賞歴
- 現代人文社第11回季刊刑事弁護新人賞優秀賞受賞[3]

## 出演番組
- かんさい情報ネットten.（読売テレビ）https://www.ytv.co.jp/ten/cast/